# بلانتسویل (آلاباما)
بلانتسویل  شهری است در ایالت آلاباما در کشور آمریکا.

## مکان
بلانتسویل در موقعیت () قرار دارد.
با توجه به اطلاعات اداره آمار آمریکا مساحت آن در حدود ۱۴٫۲ کیلومترمربع است.

## مردم‌شناسی
با توجه به آمار سال ۲۰۰۰ جمعیت آن ۱۷۶۸ نفر، ۷۴۳ خانواده در آن ساکن هستند.
تعداد ۸۵۳ واحد خانه در هر مساحت تقریبی (۶۰،۸akm²) قرار دارد.
۲۴،۸% درصد از خانواده‌های فرزند زیر ۱۸ سال داشتند که از این تعداد ۴۷،۸% درصد زوج بوده و ۱۲% درصد زنان بدون شوهر و ۳۵،۵% درصد نیز غیر خانواده بودند.
متوسط درآمد یک خانواده در حدود ۳۴،۰۵۰ دلار آمریکا است و زنان درآمد متوسط ۲۷،۸۴۷ دلار آمریکا و مردان درآمد متوسط ۱۸،۸۶۹ دلار آمریکا بدست می‌آورند.